# Andrzej Podsiadło
Andrzej Antoni Podsiadło (ur. 2 grudnia 1950 w Dąbrowie Górniczej) – polski doktor nauk ekonomicznych, urzędnik, były prezes Polskiego Czerwonego Krzyża i banku PKO BP.

## Życiorys
Ukończył Szkołę Główną Planowania i Statystyki i następnie (1973–1978) był pracownikiem naukowym. Tutaj uzyskał doktorat. Następnie w latach 1978–1988 pracował jako dyrektor Zespołu Polityki Ekonomicznej i jako dyrektor Zespołu Analiz w Komisji Planowania przy Radzie Ministrów. Członek Polskiej Zjednoczonej Partii Robotniczej. Od roku 1989 był podsekretarzem stanu w Ministerstwie Finansów. 15 stycznia 1991 premier Jan Krzysztof Bielecki powołał go na sekretarza stanu w tym samym resorcie. Z Ministerstwa Finansów odszedł w 1992.
W 1991 zasiadał w radzie Fundacji na rzecz Nauki Polskiej, a w latach 1992–1994 był prezesem zarządu Powszechnego Banku Handlowego Gecobank S.A. założonego przez tę fundację. W 1995 był wiceprezesem Zarządu PKO BP. Od 1995 do 2002 był prezesem zarządu Powszechnego Banku Kredytowego S.A. Od 20 czerwca 2002 do 29 września 2006 był prezesem zarządu PKO BP. W latach 2007–2009 zasiadał w radzie dyrektorów rosyjskiego Alfa-Banku, należącego do Michaiła Fridmana. Zasiadał też w kilku radach nadzorczych, m.in. Aforti, Domu Maklerskiego IDM, J.W. Construction, Hawe, Powszechnego Towarzystwa Emerytalnego ERGO Hestia S.A., Wielton.
W latach 1995–1998 oraz 2008–2012 był prezesem Polskiego Czerwonego Krzyża. 17 czerwca 2012 na tym stanowisku zastąpił go Stanisław Kracik.
Odznaczony Krzyżem Kawalerskim (1998) i Oficerskim (2005) Orderu Odrodzenia Polski.